# Sinklinala
Sinklinala je ugreznjena strukturna guba na zemeljskem površju, katere pobočja se na obe strani od njenega centra vzdigujejo. Je naguban sklad slojev mnogokrat različnih si kamnin, izmed katerih je v jedru (na dnu gube) najti najmlajše, na robovih (na obeh vrhovih gube) pa najstarejše, saj so bili višji in torej mlajši sloji kamnin nad njimi že erodirani. Velikost sinklinalne vbokline, merjena od enega vrha gube do drugega, se giblje med manj kot metrom in več kot 10 kilometri.
Sinklinala nastane med deformacijo Zemljine skorje zaradi velikih pritiskov, ki med drugim povzročajo orogenetski (gorotvorni) proces. Oblikuje se na enak način kot naguban tepih, katerega konca sta potisnjena skupaj. Skladi kamnin, ki se nagubajo, v nekaterih primerih tudi počijo, zaradi česar na takšnih mestih nastanejo prelomnice, ki so zato tesno povezane s sinklinalami.
Topografija ni obvezno povezana z geološkimi strukturnimi značilnostmi pokrajine, kakršne so sinklinale in antiklinale. Zunanji preoblikovalni dejavniki površja na mnogo načinov vplivajo na izgled sinklinale, zlasti po dolgem času izpostavljenosti. Mlada sinklinala tako vedno ustvari dolino, a so njena pobočja s časom erodirana, v jedru (na dnu) sinklinale pa se akumulira gradivo, ki uravnava teren.
Antiklinale in sinklinale so pomembna topografska značilnost za geološke študije, saj omogočajo preučevanje časovne razporeditve in jakosti gubanj po površju Zemlje, prav tako pa določanje smeri in drugih lastnosti tektonskih sil. Hidrogeološke raziskave, katerih cilj je iskanje podtalne vode, se mnogokrat osredotočajo na sinklinale, na dnu katerih je moč najti rezervoarje te, če je kamnina v sinklinali neprepustna. Taka nahajališča so visoko cenjena zaradi olajšanega dostopa do podtalne vode, ki jo je sicer potrebno iskati v vodonosniku globoko pod površjem.